# ガマリエル・ディアス
ガマリエル・ディアス（Gamaliel Diaz、1981年2月14日 - ）は、メキシコのプロボクサー。ミチョアカン州タカンバロ出身。元WBC世界スーパーフェザー級王者。

## 来歴
1998年5月19日、プロデビュー(判定負け)。
2003年8月23日、FECARBOXフェザー級王座を賭けアルマンド・エルナンデスと対戦するも、3回負傷判定で引き分けに終わり、王座獲得に失敗した。
2004年2月21日、イスマエル・ゴンザレスが持つFECARBOXフェザー級王座に挑戦。12回大差判定勝ち。王座を獲得し、以後3度防衛した。
2005年12月2日、アメリカデビュー。カリフォルニア州キングス郡リムーアのタチパレスホテル&カジノにて、NABF北米フェザー級王者ロバート・ゲレーロと対戦。無敗の王者のテクニックに苦労するも、攻めきって2-1の僅差判定勝ち。王座獲得に成功。
2006年6月23日、オークランドにあるオークランド・アリーナにて、ロバート・ゲレーロとリマッチとなるNABF北米フェザー級王座の初防衛戦を行い、6回ダウンを奪われそのままカウントアウトし王座を失った。
2007年7月13日、エリオ・ロハス(ドミニカ共和国)とWBC世界フェザー級王者ホルヘ・リナレスへの挑戦権を賭け対戦。前半で多くのポイントを稼ぎ、2-1の僅差判定勝ち。リナレスへの挑戦権獲得に成功した。
2007年12月15日、キンタナ・ロー州カンクンのプラザ・デ・トロスにて、WBC世界フェザー級王者ホルヘ・リナレスに王座を賭けて挑戰したが、8回KO負けとなった。
試合後減量苦を理由にスーパーフェザー級に転向。
2008年10月11日、ウンベルト・ソトとWBC世界スーパーフェザー級暫定王座決定戦を行いTKO負けで王座獲得に失敗した。
2009年2月2日、南アフリカ共和国ハウテン州ケンプトン・パークのエンペラーズ・パレスでIBO世界スーパーフェザー級王者ゾラニ・マラリと対戦し、12回判定負け。
2009年6月13日、アリリオ・リベロとWBCアメリカ大陸スーパーフェザー級暫定王座決定戦に登場。5回に2度ダウンを奪い、最後はレフェリーストップを呼び込みTKO勝ち。王座を獲得した。
2010年1月23日、CABOFEスーパーフェザー級王者ホルヘ・ペレスと対戦。大差判定勝ちで王座を獲得した。同王座は8度防衛した。
2012年10月27日、東京国際フォーラムにて、帝拳所属のWBC世界スーパーフェザー級王者粟生隆寛と対戦し、3-0の判定勝ちで王座を獲得した。
2013年4月8日、東京・両国国技館で同級10位の三浦隆司の挑戦を受け、3R、6R、7Rに1回ずつダウンを奪われ9回には強烈な左ストレートを喰らい4度目のダウンを奪われた所でレフェリーがカウントせずに試合を止めた9回1分21秒TKO負けで初防衛に失敗し王座から陥落した。
2013年8月10日、メキシコシティのアウディトリオ・プラザ・コンデッサにてWBCアメリカ大陸スーパーフェザー級王者ダンテ・ハルドンと対戦し、4回にダウンを奪われたが6回にダウンを奪い返す打撃戦になった。ハルドンは6回に偶然のバッティングで減点。それに続きディアスも7回にローブローで減点されるなど打撃戦と並んでラフな戦いになった。8回にハルドンがダウンを奪うとレフェリーがカウントを途中で止めて試合終了。8回52秒KO負けを喫し再起に失敗した。
2014年9月13日、マンチェスターのフォンズ4uアリーナ・マンチェスターでWBOインターコンチネンタルライト級王者アンソニー・クローラと対戦し、偶然のバッティングによりカットしたディアスの右目の上の傷が深く試合続行が不可能と判断され3回終了時負傷判定で引き分けた為、王座獲得に失敗した。
2015年4月3日、カリフォルニア州コロナでピーター・ペトロフの持つNABA北米ライト級と空位のNABO北米ライト級王座を懸け対戦したが、0-3（90-97、89-98、90-97）の判定負けを喫しNABA王座の獲得、NABO王座の獲得に失敗した。
2015年8月1日、ラツィオ州フィウミチーノでエミリアノ・マルシーリとWBC世界ライト級シルバー王座決定戦を行い0-3の判定負けで王座獲得に失敗した。
2015年11月28日、仙台市のゼビオアリーナ仙台で粟生隆寛との再戦をライト級契約10回戦で3年振りの対戦が決まっていたが粟生の負傷で欠場が決まった。
2018年3月1日、両国国技館で行われた「ワールドプレミアムボクシング27～THE REAL」で粟生隆寛と62.0kg契約8回戦を行い、8回0-3（76-77、74-77、74-79）の判定負けを喫した。

## 獲得タイトル
- FECARBOXフェザー級王座
- NABF北米フェザー級王座
- WBCアメリカ大陸スーパーフェザー級暫定王座
- CABOFEスーパーフェザー級王座（防衛8）
- WBC世界スーパーフェザー級王座（防衛0）